# Sainte-Eulalie (Lozère)
Pour les articles homonymes, voir Sainte-Eulalie.
Sainte-Eulalie est une commune française, située dans le nord du département de la Lozère en région Occitanie.
Exposée à un climat de montagne, elle est drainée par le ruisseau de Guitard, les Barrières et par divers autres petits cours d'eau. La commune possède un patrimoine naturel remarquable : un site Natura 2000 (la « montagne de la Margeride ») et quatre zones naturelles d'intérêt écologique, faunistique et floristique.
Sainte-Eulalie est une commune rurale qui compte 36 habitants en 2022, après avoir connu un pic de population de 301 habitants en 1886.  Ses habitants sont appelés les Sainte-Eulalais ou  Sainte-Eulalaises.

## Géographie

### Localisation
Commune située dans le nord du département de la Lozère, limitrophe avec celui de la Haute-Loire. Depuis la fusion de La Villedieu, Sainte-Eulalie est devenue la commune la moins peuplée du département le moins peuplé de métropole.

### Communes limitrophes
Les communes limitrophes sont  Chanaleilles, Lajo, Saint-Alban-sur-Limagnole, Saint-Denis-en-Margeride et Saint-Paul-le-Froid.
| Lajo                      | Chanaleilles (Haute-Loire) |                     |
| Saint-Alban-sur-Limagnole | Sainte-Eulalie             | Saint-Paul-le-Froid |
|                           | Saint-Denis-en-Margeride   |                     |

### Climat
Pour des articles plus généraux, voir Climat de l'Occitanie et Climat de la Lozère.
En 2010, le climat de la commune est de type climat de montagne, selon une étude s'appuyant sur une série de données couvrant la période 1971-2000. En 2020, Météo-France publie une typologie des climats de la France métropolitaine dans laquelle la commune est exposée à un climat de montagne ou de marges de montagne et est dans la région climatique Sud-est du Massif Central, caractérisée par une pluviométrie annuelle de 1 000 à 1 500 mm, minimale en été, maximale en automne.
Pour la période 1971-2000, la température annuelle moyenne est de 6,2 °C, avec une amplitude thermique annuelle de 15,3 °C. Le cumul annuel moyen de précipitations est de 954 mm, avec 10,7 jours de précipitations en janvier et 6,8 jours en juillet. Pour la période 1991-2020, la température moyenne annuelle observée sur la station météorologique la plus proche, située sur la commune de La Panouse à 12 km à vol d'oiseau, est de 7,3 °C et le cumul annuel moyen de précipitations est de 1 015,8 mm,. Pour l'avenir, les paramètres climatiques de la commune estimés pour 2050 selon différents scénarios d'émission de gaz à effet de serre sont consultables sur un site dédié publié par Météo-France en novembre 2022.

### Milieux naturels et biodiversité

#### Réseau Natura 2000

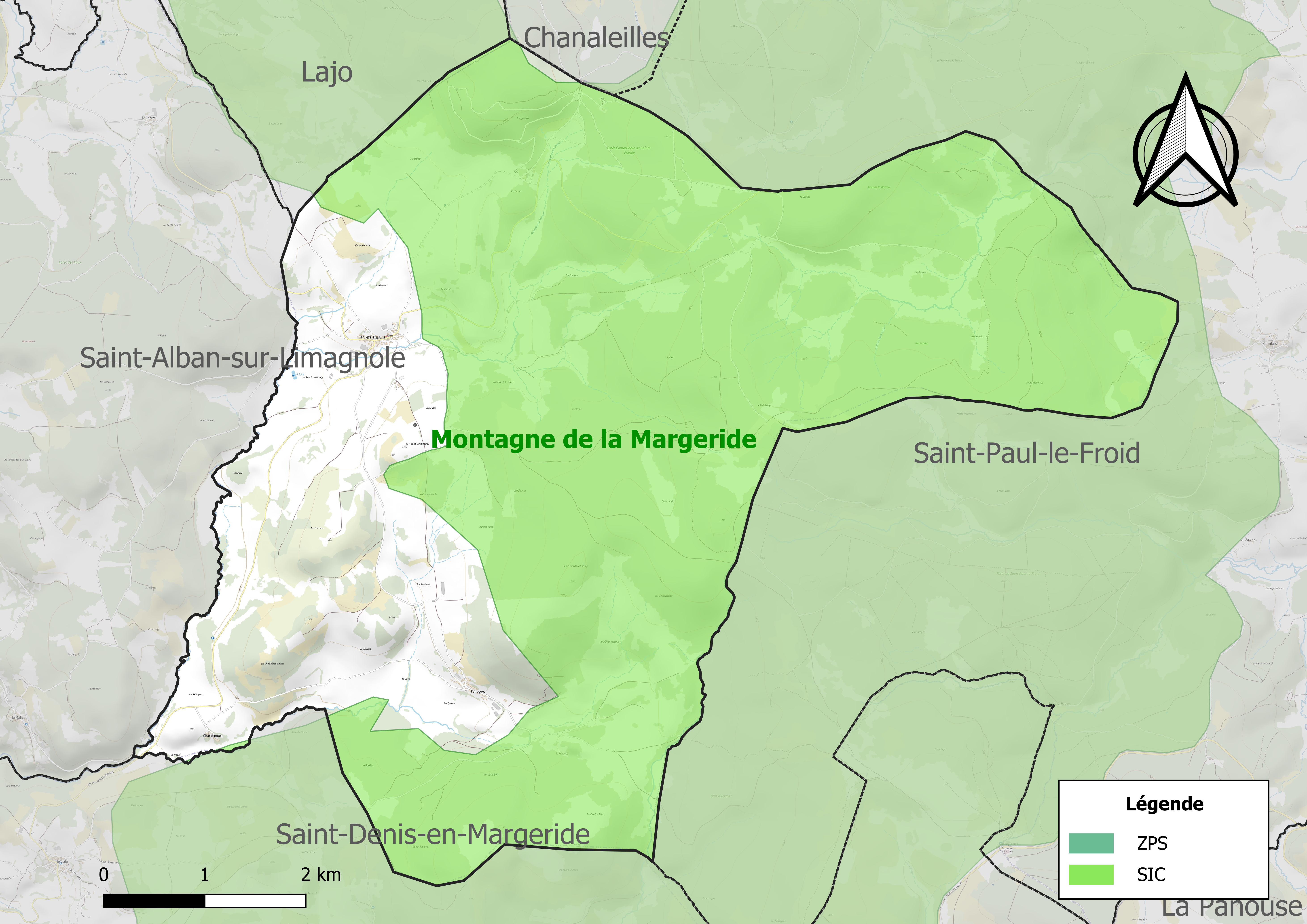
Site Natura 2000 sur le territoire communal.

Le réseau Natura 2000 est un réseau écologique européen de sites naturels d'intérêt écologique élaboré à partir des directives habitats et oiseaux, constitué de zones spéciales de conservation (ZSC) et de zones de protection spéciale (ZPS).
Un site Natura 2000 a été défini sur la commune au titre de la directive habitats : la « montagne de la Margeride », d'une superficie de 9 400 ha, une longue colonne granitique au climat montagnard ayant permis le maintien de tourbières remarquables.

#### Zones naturelles d'intérêt écologique, faunistique et floristique
L’inventaire des zones naturelles d'intérêt écologique, faunistique et floristique (ZNIEFF) a pour objectif de réaliser une couverture des zones les plus intéressantes sur le plan écologique, essentiellement dans la perspective d’améliorer la connaissance du patrimoine naturel national et de fournir aux différents décideurs un outil d’aide à la prise en compte de l’environnement dans l’aménagement du territoire.
Deux ZNIEFF de type 1 sont recensées sur la commune :
« le Sauvage, Narce de l'Hospitalet, chapelet de madrières et trou de Louve » (864 ha), couvrant 5 communes dont deux dans la Haute-Loire et trois dans la Lozère, et 
les « tourbières du bois long et de la Barthe » (136 ha), couvrant 2 communes du département
et deux ZNIEFF de type 2, : 
- la « Margeride » (37 011 ha), couvrant 35 communes dont 13 dans le Cantal, 16 dans la Haute-Loire et six dans la Lozère[14] ;
- la « montagne de la Margeride et massif du plateau du Palais du Roi » (29 590 ha), couvrant 20 communes du département[15].

Cartes des ZNIEFF de type 1 et 2 à Sainte-Eulalie.
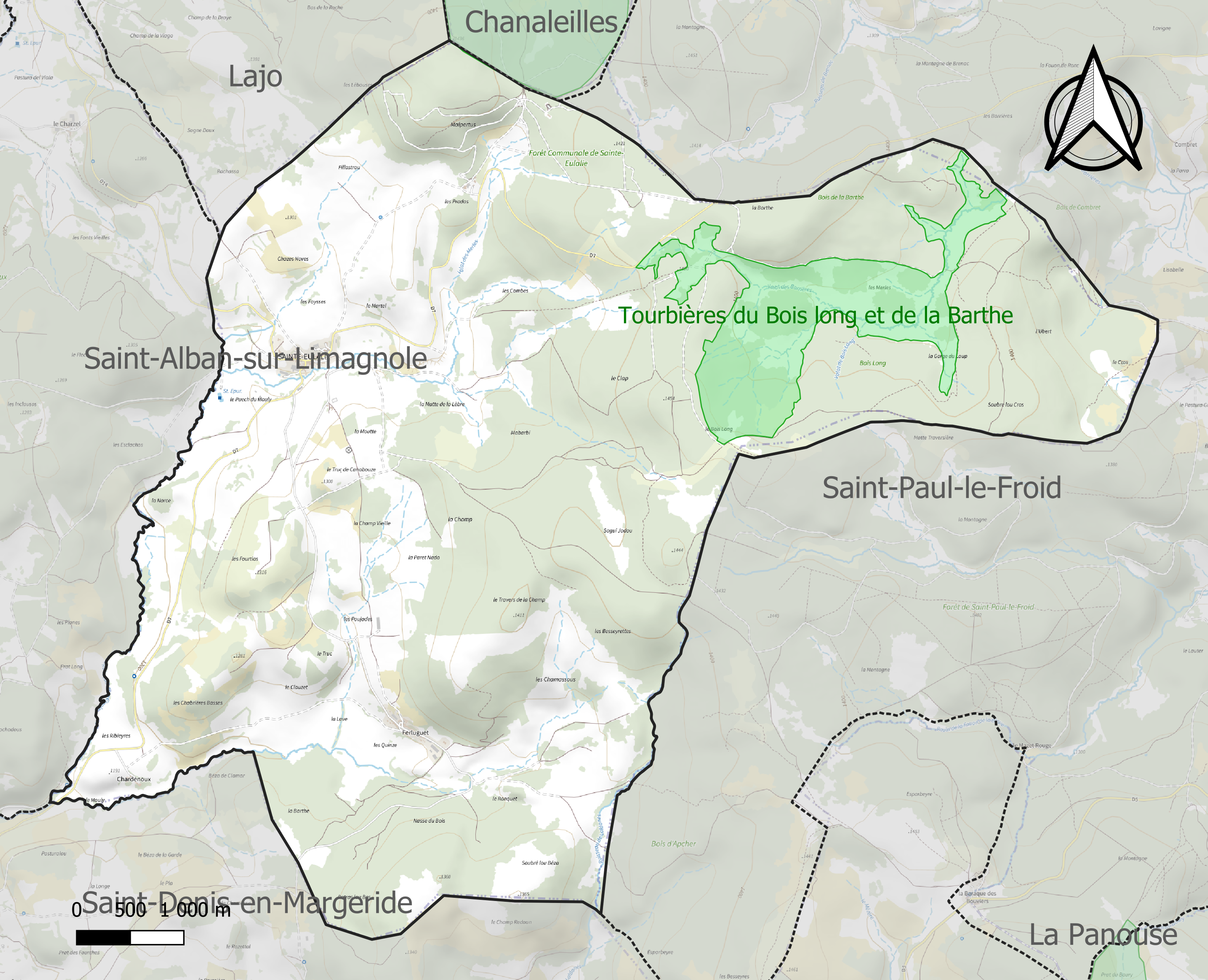
Carte des ZNIEFF de type 1 sur la commune.
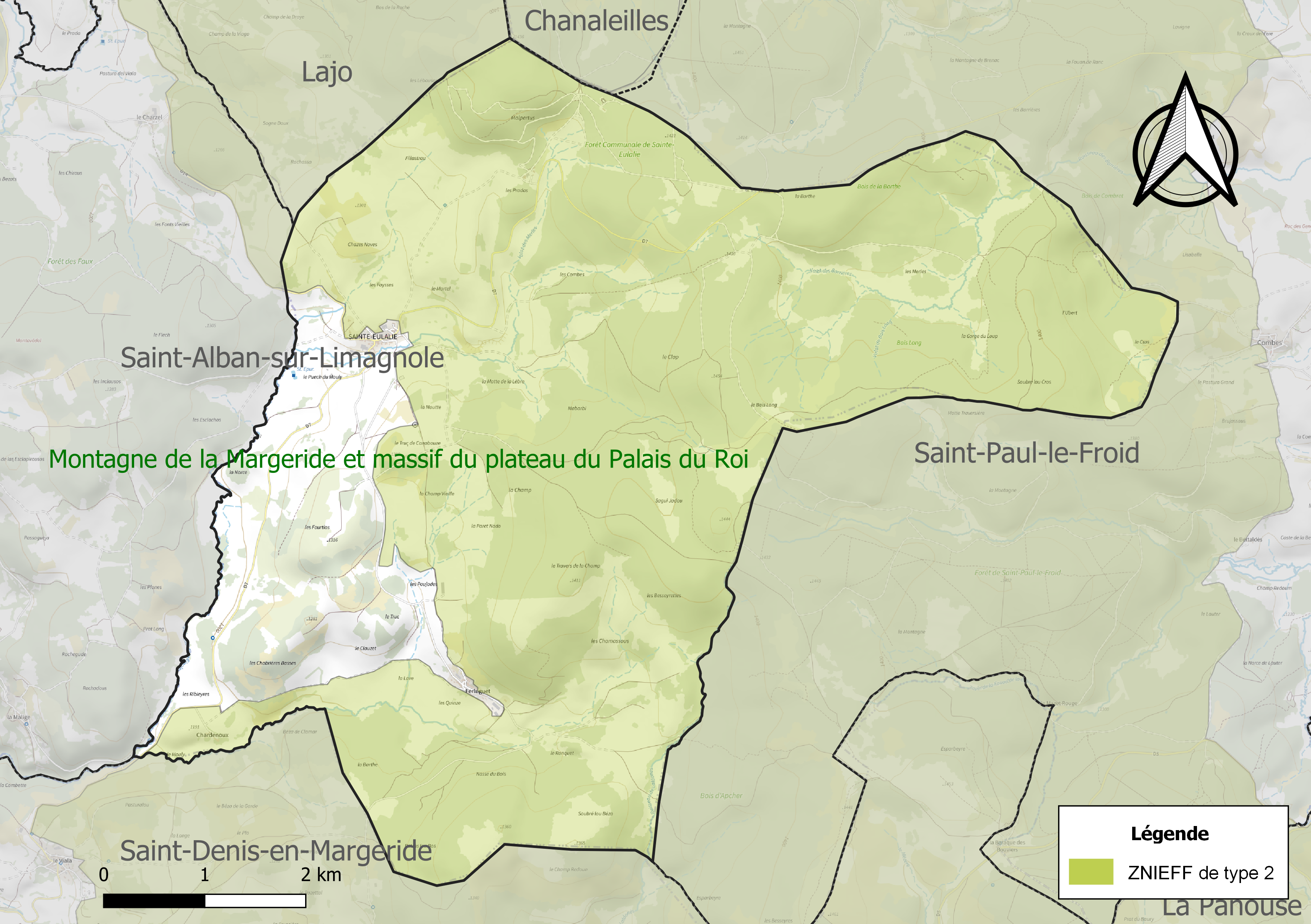
Carte des ZNIEFF de type 2 sur la commune.

## Urbanisme

### Typologie
Au 1er janvier 2024, Sainte-Eulalie est catégorisée commune rurale à habitat très dispersé, selon la nouvelle grille communale de densité à sept niveaux définie par l'Insee en 2022.
Elle est située hors unité urbaine et hors attraction des villes,.

### Occupation des sols
L'occupation des sols de la commune, telle qu'elle ressort de la base de données européenne d’occupation biophysique des sols Corine Land Cover (CLC), est marquée par l'importance des forêts et milieux semi-naturels (83 % en 2018), en diminution par rapport à 1990 (86,2 %). La répartition détaillée en 2018 est la suivante : 
forêts (50,9 %), milieux à végétation arbustive et/ou herbacée (32,1 %), prairies (17 %). L'évolution de l’occupation des sols de la commune et de ses infrastructures peut être observée sur les différentes représentations cartographiques du territoire : la carte de Cassini (XVIIIe siècle), la carte d'état-major (1820-1866) et les cartes ou photos aériennes de l'IGN pour la période actuelle (1950 à aujourd'hui).

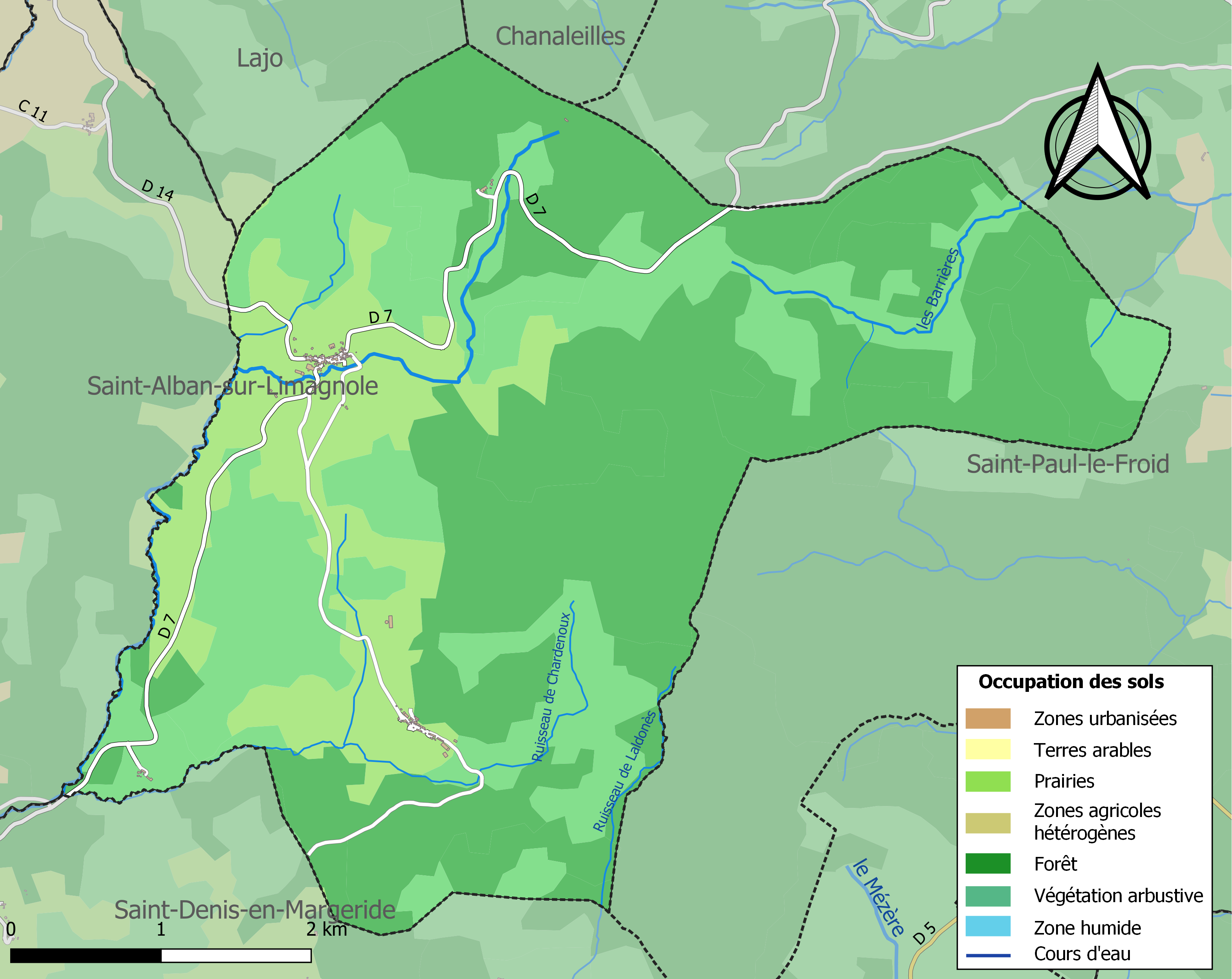
Carte des infrastructures et de l'occupation des sols de la commune en 2018 (CLC).

### Risques majeurs
Le territoire de la commune de Sainte-Eulalie est vulnérable à différents aléas naturels : météorologiques (tempête, orage, neige, grand froid, canicule ou sécheresse), feux de forêts et séisme (sismicité faible). Il est également exposé à un risque particulier : le risque de radon. Un site publié par le BRGM permet d'évaluer simplement et rapidement les risques d'un bien localisé soit par son adresse soit par le numéro de sa parcelle.

#### Risques naturels
Sainte-Eulalie est exposée au risque de feu de forêt. Un plan départemental de protection des forêts contre les incendies (PDPFCI) a été approuvé en décembre 2014 pour la période 2014-2023. Les mesures individuelles de prévention contre les incendies sont précisées par divers arrêtés préfectoraux et s’appliquent dans les zones exposées aux incendies de forêt et à moins de 200 mètres de celles-ci. L’arrêté du 23 mars 2018, complété par un arrêté de 2020, réglemente l'emploi du feu en interdisant notamment d’apporter du feu, de fumer et de jeter des mégots de cigarette dans les espaces sensibles et sur les voies qui les traversent sous peine de sanctions. L'arrêté du 23 août 2021, abrogeant un arrêté de 2002, rend le débroussaillement obligatoire, incombant au propriétaire ou ayant droit,,.

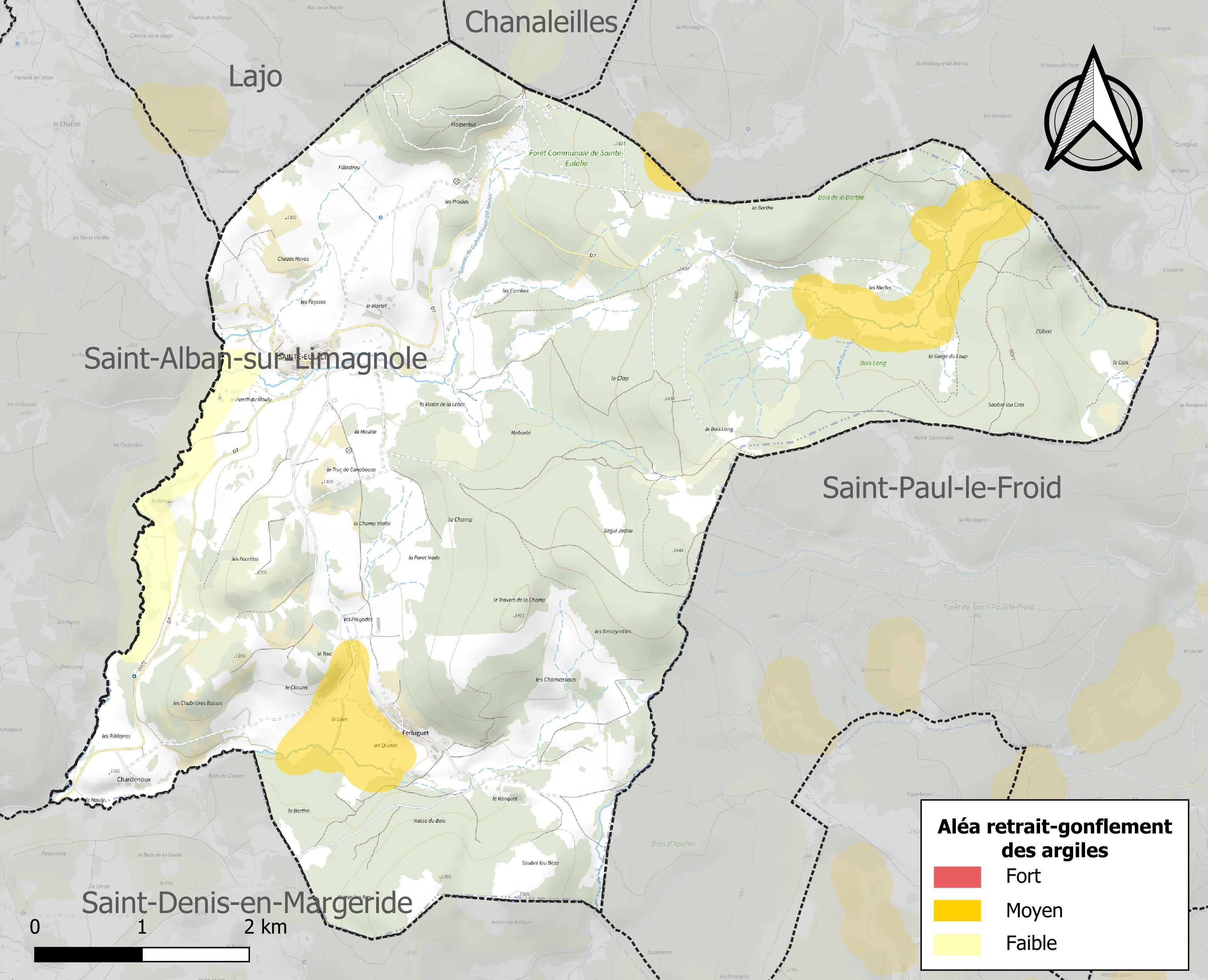
Carte des zones d'aléa retrait-gonflement des sols argileux de Sainte-Eulalie.

Le retrait-gonflement des sols argileux est susceptible d'engendrer des dommages importants aux bâtiments en cas d’alternance de périodes de sécheresse et de pluie. 5,8 % de la superficie communale est en aléa moyen ou fort (15,8 % au niveau départemental et 48,5 % au niveau national). Sur les 59 bâtiments dénombrés sur la commune en 2019,  1 sont en aléa moyen ou fort, soit 2 %, à comparer aux 14 % au niveau départemental et 54 % au niveau national. Une cartographie de l'exposition du territoire national au retrait gonflement des sols argileux est disponible sur le site du BRGM,.
Par ailleurs, afin de mieux appréhender le risque d’affaissement de terrain, l'inventaire national des cavités souterraines permet de localiser celles situées sur la commune.
La commune a été reconnue en état de catastrophe naturelle au titre des dommages causés par les inondations et coulées de boue survenues en 1982. 

#### Risque particulier
Dans plusieurs parties du territoire national, le radon, accumulé dans certains logements ou autres locaux, peut constituer une source significative d’exposition de la population aux rayonnements ionisants. Certaines communes du département sont concernées par le risque radon à un niveau plus ou moins élevé. Selon la classification de 2018, la commune de Sainte-Eulalie est classée en zone 3, à savoir zone à potentiel radon significatif.

## Politique et administration
| Période | Période  | Identité            | Étiquette | Qualité |
| ------- | -------- | ------------------- | --------- | ------- |
| 1983    | 2001     | Jean-Claude Roux    |           |         |
| 2001    | 2014     | Marie-Renée Meyrand |           |         |
| 2014    | 2020     | Nathalie Robert     |           |         |
| 2020    | En cours | Christian Meyrand   |           |         |

## Population et société

### Démographie
L'évolution du nombre d'habitants est connue à travers les recensements de la population effectués dans la commune depuis 1793. Pour les communes de moins de 10 000 habitants, une enquête de recensement portant sur toute la population est réalisée tous les cinq ans, les populations de référence des années intermédiaires étant quant à elles estimées par interpolation ou extrapolation. Pour la commune, le premier recensement exhaustif entrant dans le cadre du nouveau dispositif a été réalisé en 2005.

En 2022, la commune comptait 36 habitants, en évolution de −2,7 % par rapport à 2016 (Lozère : +0,11 %, France hors Mayotte : +2,11 %).
| 1793 | 1800 | 1806 | 1821 | 1831 | 1836 | 1841 | 1846 | 1851 |
| ---- | ---- | ---- | ---- | ---- | ---- | ---- | ---- | ---- |
| 200  | 215  | 222  | 154  | 246  | 251  | 248  | 241  | 237  |

| 1856 | 1861 | 1866 | 1872 | 1876 | 1881 | 1886 | 1891 | 1896 |
| ---- | ---- | ---- | ---- | ---- | ---- | ---- | ---- | ---- |
| 239  | 233  | 238  | 248  | 223  | 276  | 301  | 291  | 289  |

| 1901 | 1906 | 1911 | 1921 | 1926 | 1931 | 1936 | 1946 | 1954 |
| ---- | ---- | ---- | ---- | ---- | ---- | ---- | ---- | ---- |
| 268  | 252  | 283  | 265  | 244  | 234  | 245  | 220  | 153  |

| 1962 | 1968 | 1975 | 1982 | 1990 | 1999 | 2005 | 2006 | 2010 |
| ---- | ---- | ---- | ---- | ---- | ---- | ---- | ---- | ---- |
| 112  | 105  | 104  | 80   | 60   | 64   | 59   | 58   | 46   |

| 2015 | 2020 | 2022 | - | - | - | - | - | - |
| ---- | ---- | ---- | - | - | - | - | - | - |
| 38   | 35   | 36   | - | - | - | - | - | - |

## Économie

### Emploi
|                | 2008  | 2013  | 2018  |
| -------------- | ----- | ----- | ----- |
| Commune        | 0 %   | 0 %   | 0 %   |
| Département    | 5 %   | 6,4 % | 7,1 % |
| France entière | 8,3 % | 10 %  | 10 %  |

En 2018, la population âgée de 15 à 64 ans s'élève à 22 personnes, parmi lesquelles on compte 81 % d'actifs (81 % ayant un emploi et 0 % de chômeurs) et 19 % d'inactifs,. Depuis 2008, le taux de chômage communal (au sens du recensement) des 15-64 ans est inférieur à celui de la France et du département.
La commune est hors attraction des villes,. Elle compte 16 emplois en 2018, contre 19 en 2013 et 18 en 2008. Le nombre d'actifs ayant un emploi résidant dans la commune est de 17, soit un indicateur de concentration d'emploi de 93,6 % et un taux d'activité parmi les 15 ans ou plus de 54,8 %.
Sur ces 17 actifs de 15 ans ou plus ayant un emploi, 8 travaillent dans la commune, soit 47 % des habitants. Pour se rendre au travail, 58,8 % des habitants utilisent un véhicule personnel ou de fonction à quatre roues, 5,9 % s'y rendent en deux-roues, à vélo ou à pied et 35,3 % n'ont pas besoin de transport (travail au domicile).

## Culture locale et patrimoine

### Lieux et monuments
L'église paroissiale Sainte-Eulalie a été construite au XIIe ou XIIIe siècle. Délaissée au XVIIe siècle et abandonnée au XVIIIe siècle, elle est restaurée au début du XIXe siècle, et agrandie au début du XXe siècle. Elle est construite en pierre de taille et moellons de granite, avec une couverture en ardoise et schiste, dans le style roman. Elle est dotée d'une nef unique de quatre travées, et de cinq chapelles, voûtées en berceau, d'une abside semi-circulaire, voûtée en cul-de-four, et surmontée d'un clocher-mur. Propriété de la commune, elle est recensée dans l'Inventaire culturel de la région Occitanie.
Cinq éléments du mobilier de l'église sont inscrits aux monuments historiques. D'une part, trois statues en bois datant du XVIIIe siècle ont fait l'objet d'un arrêté de protection du 18 novembre 1974 : elles représentent respectivement le Christ en croix, la Sainte Vierge, et Saint-Jean-Baptiste. En 2013, les trois statues sont portées disparues. D'autre part, deux ciboires en argent, datant respectivement de 1798 et de la deuxième moitié du XIXe siècle, ont été inscrits par arrêté du 13 juin 2003.

### Patrimoine environnemental
La commune de Sainte-Eulalie possède la seule réserve de bisons d'Europe de France.

### Héraldique
| Blason de Sainte-Eulalie | Blason  | D’argent, à un mont de sinople, baignant dans une mer d’azur, et sur lequel s’élève une marmite de sable, trouée du champ. |
| Blason de Sainte-Eulalie | Détails | Le mont symbolise la Margeride qui enserre la commune. La marmite trouée est la représentation du panorama du “Trau-de-L’Ougo” (Le trou de la marmite en occitan). Il s’agit là d’un point haut qui permet d’embrasser la quasi-totalité de la Lozère ainsi que les départements limitrophes. La mer représente le ruisseau de la Cigale qui prend naissance sur le territoire communal ainsi que celui du Guitard. Les ornements sont deux branches de sapin de sinople, fruitées d'or, mises en sautoir par la pointe et liées d'argent pour symboliser les forêts du territoire communal. Le listel d'argent porte le nom de la commune en lettres majuscules de sable. La couronne de tours dit que l’écu est celui d’une commune ; elle n’a rien à voir avec des fortifications. Le statut officiel du blason reste à déterminer. |